# Ди Бенедетто, Самуэле
Самуэле ди Бенедетто (нем. Samuele di Benedetto; родился 16 июля 2005, Швебиш-Гмюнд) — немецкий футболист, полузащитник клуба «Штутгарт».

## Клубная карьера
Выступал за юношеские команды клубов «Норманния Гмюнд» и «Хайденхайм». В 2019 году присоединился к футбольной академии клуба «Штутгарт». Летом 2022 года подписал с клубом контракт до 2026 года. 27 января 2024 года дебютировал в основном составе «Штутгарта» в матче Бундеслиги против «РБ Лейпциг», выйдя на замену Энзо Мийо.

## Карьера в сборной
Выступал за сборные Германии до 17, до 18 и до 19 лет.
В мае 2022 года сыграл на чемпионате Европы среди игроков до 17 лет, который прошёл в Израиле. Провёл на турнире все четыре матча.